# Taepodong-2
Il Taepodong-2, (대포동 2호 in coreano) noto anche come TD-2 o Taep'o-dong 2 è il progetto di missile balistico intercontinentale a due o tre stadi sviluppato dalla Corea del Nord come successore del precedente Taepodong-1.

## Tecnica
Il progetto dovrebbe portare alla costruzione di due varianti diverse del missile: la prima, a due stadi, che è stata stimata avere un raggio d'azione di circa 4000 km ed una seconda, a tre stadi, che dovrebbe raggiungere una distanza di 4500 km. Il Taepodong-2 sarebbe quindi il missile con il raggio d'azione più grande dell'arsenale nordcoreano. Ogni stadio impiegherebbe un po' di più di 100 secondi a bruciare il carburante, quindi il missile brucerebbe completamente in 5-6 minuti. Secondo alcune altre fonti, alcune varianti future del missile dovrebbero avere un raggio d'azione di circa 9000 km. Per raggiungere questo risultato il missile dovrebbe avere un carico minore di 500 kg.
Secondo le dichiarazioni di Kim il Son, portavoce di uno dei migliori centri di ricerca nordcoreani, lo sviluppo del missile era iniziato già nel 1987.
I dettagli di pubblico dominio relativi alle caratteristiche del missile sono molto pochi. Lo stesso nome "Taepodong-2" è stato coniato da servizi segreti al di fuori della Corea del Nord che presumono si tratti del successore del Taepodong-1. Il primo stadio del missile è spinto da un propellente liquido (carburante TM-185 e ossidizzante AK-27I) ed è teleguidato a distanza ed il secondo usufruisce della spinta di un missile balistico a corto raggio Rodong.